# Egipt na Letnich Igrzyskach Olimpijskich 2016
Egipt na Letnich Igrzyskach Olimpijskich 2016 reprezentowało 120 zawodników: 83 mężczyzn i 37 kobiet. Był to dwudziesty drugi start reprezentacji Egiptu na letnich igrzyskach olimpijskich.

## Zdobyte medale
| Medal | Zawodnik           | Dyscyplina           | Konkurencja            | Rezultat                                                               | Data        |
| ----- | ------------------ | -------------------- | ---------------------- | ---------------------------------------------------------------------- | ----------- |
| Brąz  | Mohamed Mahmud     | Podnoszenie ciężarów | waga do 77 kg mężczyzn | 361 kg                                                                 | 10 sierpnia |
| Brąz  | Sara Ahmed         | Podnoszenie ciężarów | waga do 69 kg kobiet   | 255 kg                                                                 | 10 sierpnia |
| Brąz  | Hidaja Malak Wahba | Taekwondo            | waga do 57 kg kobiet   | w walce o brązowy medal pokonała reprezentantkę Belgii Raheleh Asemani | 18 sierpnia |

## Skład reprezentacji

### Boks
Mężczyźni
| Zawodnik            | Konkurencja     | 1/16             | 1/8              | Ćwierćfinał      | Półfinał         | Finał            | Finał   | Źródło |
| Zawodnik            | Konkurencja     | Przeciwnik Wynik | Przeciwnik Wynik | Przeciwnik Wynik | Przeciwnik Wynik | Przeciwnik Wynik | Miejsce | Źródło |
| ------------------- | --------------- | ---------------- | ---------------- | ---------------- | ---------------- | ---------------- | ------- | ------ |
| Mahmoud Abdelaal    | waga lekka      | Benbaziz P 0-3   | NQ               | NQ               | NQ               | NQ               | NQ      | [ 4 ]  |
| Walid Sedik Mohamed | waga półśrednia | Kelly P 0-3      | NQ               | NQ               | NQ               | NQ               | NQ      | [ 5 ]  |
| Hosam Bakr Abdin    | waga średnia    | Clair W 3-0      | Ntsengue W 3-0   | Rodríguez P 0-3  | NQ               | NQ               | NQ      | [ 6 ]  |
| Abdelrahman Salah   | waga półciężka  | Sep P 1-2        | NQ               | NQ               | NQ               | NQ               | NQ      | [ 7 ]  |

### Gimnastyka
| Zawodniczka      | Konkurencja            | Kwalifikacje | Kwalifikacje | Kwalifikacje | Kwalifikacje | Kwalifikacje | Kwalifikacje | Finał     | Finał     | Finał     | Finał     | Finał | Finał   | Źródło |
| Zawodniczka      | Konkurencja            | Przyrządy    | Przyrządy    | Przyrządy    | Przyrządy    | Razem        | Pozycja      | Przyrządy | Przyrządy | Przyrządy | Przyrządy | Razem | Pozycja | Źródło |
| Zawodniczka      | Konkurencja            | V            | UB           | BB           | F            | Razem        | Pozycja      | V         | UB        | BB        | F         | Razem | Pozycja | Źródło |
| ---------------- | ---------------------- | ------------ | ------------ | ------------ | ------------ | ------------ | ------------ | --------- | --------- | --------- | --------- | ----- | ------- | ------ |
| Sherine El-Zeiny | wielobój indywidualnie | 13,766       | 14,133       | 12,800       | 12,533       | 53,232       | 39.          | NQ        | NQ        | NQ        | NQ        | NQ    | NQ      | [ 8 ]  |

### Jeździectwo
| Zawodnik        | Konkurencja         | Koń    | Runda 1 | Runda 1 | Runda 2 | Runda 2 | Runda 2 | Runda 3 | Runda 3 | Runda 3 | Finał   | Finał   | Finał   | Finał   | Finał | Finał | Źródło |
| Zawodnik        | Konkurencja         | Koń    | Runda 1 | Runda 1 | Runda 2 | Runda 2 | Runda 2 | Runda 3 | Runda 3 | Runda 3 | Runda A | Runda A | Runda B | Runda B | Razem | Razem | Źródło |
| Zawodnik        | Konkurencja         | Koń    | Błędy   | Poz.    | Błędy   | Razem   | Poz.    | Błędy   | Razem   | Poz.    | Błędy   | Poz.    | Błędy   | Poz.    | Błędy | Poz.  | Źródło |
| --------------- | ------------------- | ------ | ------- | ------- | ------- | ------- | ------- | ------- | ------- | ------- | ------- | ------- | ------- | ------- | ----- | ----- | ------ |
| Karim El-Zoghby | Skoki indywidualnie | Amelia | 0       | 1.      | 9       | 9       | 42.     | 9       | 18      | 40.     | NQ      | NQ      | NQ      | NQ      | NQ    | NQ    | .      |

### Judo
Mężczyźni
| Zawodnik            | Konkurencja | 1/32             | 1/16                  | 1/8                    | Ćwierćfinał       | Półfinał         | Repasaże         | Finał/ 3.miejsce | Finał/ 3.miejsce | Źródło |
| Zawodnik            | Konkurencja | Przeciwnik Wynik | Przeciwnik Wynik      | Przeciwnik Wynik       | Przeciwnik Wynik  | Przeciwnik Wynik | Przeciwnik Wynik | Przeciwnik Wynik | Pozycja          | Źródło |
| ------------------- | ----------- | ---------------- | --------------------- | ---------------------- | ----------------- | ---------------- | ---------------- | ---------------- | ---------------- | ------ |
| Ahmad Abd ar-Rahman | - 60 kg     | BYE              | Biestajew P 000-101   | NQ                     | NQ                | NQ               | NQ               | NQ               | NQ               | [ 10 ] |
| Mohamed Mohyeldin   | - 73 kg     | BYE              | Odbayar P 001-100     | NQ                     | NQ                | NQ               | NQ               | NQ               | NQ               | [ 11 ] |
| Mohamed Abdelaal    | - 81 kg     | BYE              | Uuganbaatar W 101-100 | Chałmurzajew P 000-010 | NQ                | NQ               | NQ               | NQ               | NQ               | [ 12 ] |
| Ramadan Darwish     | - 100 kg    | BYE              | Dugasse W 100-000     | Armenteros W 001-000   | Qasımov P 000-100 | NQ               | Frey P 000-100   | NQ               | 7.               | [ 13 ] |
| Islam El Shehaby    | +100 kg     | BYE              | Sasson P 000-100      | NQ                     | NQ                | NQ               | NQ               | NQ               | NQ               | [ 14 ] |

### Kajakarstwo
| Zawodnik        | Konkurencja        | Eliminacje | Eliminacje | Półfinały | Półfinały | Finał | Finał   | Pozycja | Źródło |
| Zawodnik        | Konkurencja        | Czas       | Pozycja    | Czas      | Pozycja   | Czas  | Pozycja | Pozycja | Źródło |
| --------------- | ------------------ | ---------- | ---------- | --------- | --------- | ----- | ------- | ------- | ------ |
| Karim Elsayed   | K-1 200 m mężczyzn | 37,294     | 7.         | NQ        | NQ        | NQ    | NQ      | NQ      | [ 15 ] |
| Menatalla Karim | K-1 200 m kobiet   | 49,596     | 7.         | NQ        | NQ        | NQ    | NQ      | NQ      | [ 16 ] |

### Kolarstwo

#### Kolarstwo torowe
Sprint
| Zawodnik         | Konkurencja       | Kwalifikacje  | Kwalifikacje    | Runda 1 | Repasaże        | Runda 2         | Repasaże        | Wyścig o miejsce 9-12 | Ćwierćfinały    | Półfinały       | Finał           | Finał   | Źródło |
| Zawodnik         | Konkurencja       | Czas Prędkość | Przeciwnik Czas | Pozycja | Przeciwnik Czas | Przeciwnik Czas | Przeciwnik Czas | Przeciwnik Czas       | Przeciwnik Czas | Przeciwnik Czas | Przeciwnik Czas | Pozycja | Źródło |
| ---------------- | ----------------- | ------------- | --------------- | ------- | --------------- | --------------- | --------------- | --------------------- | --------------- | --------------- | --------------- | ------- | ------ |
| Ebtissam Mohamed | indywidualnie (k) | 12,920 55,727 | 27.             | NQ      | NQ              | NQ              | NQ              | NQ                    | NQ              | NQ              | NQ              | NQ      | [ 17 ] |

### Lekkoatletyka
Mężczyźni
Konkurencje biegowe
| Zawodnik       | Konkurencja | Eliminacje | Eliminacje | Półfinał | Półfinał | Finał | Finał   | Źródło |
| Zawodnik       | Konkurencja | Wynik      | Miejsce    | Wynik    | Miejsce  | Wynik | Miejsce | Źródło |
| -------------- | ----------- | ---------- | ---------- | -------- | -------- | ----- | ------- | ------ |
| Anas Biszr     | 400 m       | DSQ        | DSQ        | NQ       | NQ       | NQ    | NQ      | [ 18 ] |
| Hamada Mohamed | 800 m       | 1:46,65    | 16.        | 1:48,17  | 24.      | NQ    | NQ      | [ 19 ] |

Konkurencje techniczne
| Zawodnik               | Konkurencja | Kwalifikacje | Kwalifikacje | Finał | Finał   | Źródło |
| Zawodnik               | Konkurencja | Wynik        | Miejsce      | Wynik | Miejsce | Źródło |
| ---------------------- | ----------- | ------------ | ------------ | ----- | ------- | ------ |
| Mohamed Mahmoud Hassan | rzut młotem | 69,87        | 26.          | NQ    | NQ      | [ 20 ] |

Kobiety
Konkurencje biegowe
| Zawodnik           | Konkurencja | Eliminacje | Eliminacje | Półfinał | Półfinał | Finał | Finał   | Źródło |
| Zawodnik           | Konkurencja | Wynik      | Miejsce    | Wynik    | Miejsce  | Wynik | Miejsce | Źródło |
| ------------------ | ----------- | ---------- | ---------- | -------- | -------- | ----- | ------- | ------ |
| Fatma El Sharnouby | 800 m       | 2:21,24    | 62.        | NQ       | NQ       | NQ    | NQ      | [ 21 ] |

### Łucznictwo
| Zawodnik      | Konkurencja       | Runda rankingowa | Runda rankingowa | 1/32             | 1/16             | 1/8              | Ćwierćfinały     | Półfinały        | Finał            | Finał   | Źródło |
| Zawodnik      | Konkurencja       | Wynik            | Miejsce          | Przeciwnik Wynik | Przeciwnik Wynik | Przeciwnik Wynik | Przeciwnik Wynik | Przeciwnik Wynik | Przeciwnik Wynik | Pozycja | Źródło |
| ------------- | ----------------- | ---------------- | ---------------- | ---------------- | ---------------- | ---------------- | ---------------- | ---------------- | ---------------- | ------- | ------ |
| Ahmed El-Nemr | indywidualnie (m) | 544              | 51.              | Worth P 0-6      | NQ               | NQ               | NQ               | NQ               | NQ               | NQ      | [ 22 ] |
| Reem Mansour  | indywidualnie (k) | 596              | 56.              | Lin P 0-6        | NQ               | NQ               | NQ               | NQ               | NQ               | NQ      | [ 23 ] |

### Pięciobój nowoczesny
| Zawodnik       | Konkurencja | Szermierka      | Szermierka | Szermierka | Pływanie | Pływanie | Pływanie | Jazda konna | Jazda konna | Kombinacja: strzelanie/bieg przełajowy | Kombinacja: strzelanie/bieg przełajowy | Kombinacja: strzelanie/bieg przełajowy | Suma punktów | Pozycja | Źródło |
| Zawodnik       | Konkurencja | Wynik (wygrane) | M.         | Punkty     | Czas     | M.       | Punkty   | M.          | Punkty      | Czas                                   | M.                                     | Punkty                                 | Suma punktów | Pozycja | Źródło |
| -------------- | ----------- | --------------- | ---------- | ---------- | -------- | -------- | -------- | ----------- | ----------- | -------------------------------------- | -------------------------------------- | -------------------------------------- | ------------ | ------- | ------ |
| Amro El Geziry | mężczyźni   | 18              | 18.        | 208        | 1:55,80  | 2.       | 353      | 291         | 10.         | 12:39,19                               | 35.                                    | 541                                    | 1393         | 25.     | [ 24 ] |
| Omar El Geziry | mężczyźni   | 23              | 3.         | 239        | 2:03,62  | 15.      | 330      | 28.         | 265         | 12:11,94                               | 32.                                    | 569                                    | 1403         | 23.     | [ 24 ] |
| Haydy Morsy    | kobiety     | 14              | 32.        | 184        | 2:26,11  | 36.      | 262      | EL          | EL          | 13:24,93                               | 28.                                    | 496                                    | 942          | 35.     | [ 24 ] |

### Piłka ręczna
Turniej mężczyzn
- Reprezentacja mężczyzn

| - Mamdouh Abouebaid - Mohamed Ramadan - Eslam Issa - Mohamed Amer - Mohamed El-Bassiouny - Mohamed Hashem - Ibrahim El-Masry |  | - Yehia El-Deraa - Ahmed El-Ahmar - Mahmoud Khalil - Karim Handawy - Mohamed Shebib - Aly Mohamed - Mohamed Sanad |

Reprezentacja Egiptu brała udział w rozgrywkach grupy B turnieju olimpijskiego zajmując w niej piąte miejsce i nie awansując do dalszych rozgrywek. Ostatecznie reprezentacja Egiptu została sklasyfikowana na 9. miejscu.
Grupa B
| Drużyna  | M | Mecze | Mecze | Mecze | Bramki | Bramki | Bramki | Pkt |
| Drużyna  | M | W     | R     | P     | +      | –      | +/−    | Pkt |
| -------- | - | ----- | ----- | ----- | ------ | ------ | ------ | --- |
| Niemcy   | 5 | 4     | 0     | 1     | 153    | 141    | 12     | 8   |
| Słowenia | 5 | 4     | 0     | 1     | 137    | 126    | 11     | 8   |
| Brazylia | 5 | 2     | 1     | 2     | 141    | 150    | -9     | 5   |
| Polska   | 5 | 2     | 0     | 3     | 139    | 140    | -1     | 4   |
| Egipt    | 5 | 1     | 1     | 3     | 129    | 143    | -14    | 3   |
| Szwecja  | 5 | 1     | 0     | 4     | 132    | 131    | 1      | 2   |

Rozgrywki grupowe
| 7 sierpnia 201621:50 | Słowenia    | 27:26(15:15) | Egipt            | Arena do Futuro, Rio de Janeiro Widzów: 6497 Sędzia: Jónas Elíasson Anton Pálsson |
| 7 sierpnia 201621:50 | Blaž Janc 8 | 27:26(15:15) | 7 Ahmed El-Ahmar | Arena do Futuro, Rio de Janeiro Widzów: 6497 Sędzia: Jónas Elíasson Anton Pálsson |
| 7 sierpnia 201621:50 | 9× · 3×     | 27:26(15:15) | 5× · 4× · 1×     | Arena do Futuro, Rio de Janeiro Widzów: 6497 Sędzia: Jónas Elíasson Anton Pálsson |

| 9 sierpnia 201619:50 | Egipt           | 26:25(12:13) | Szwecja            | Arena do Futuro, Rio de Janeiro Widzów: 4926 Sędzia: Alireza Mousaviyan Majid Kolahdouzan |
| 9 sierpnia 201619:50 | Mohamed Sanad 7 | 26:25(12:13) | 5 Fredrik Petersen | Arena do Futuro, Rio de Janeiro Widzów: 4926 Sędzia: Alireza Mousaviyan Majid Kolahdouzan |
| 9 sierpnia 201619:50 | 7× · 4×         | 26:25(12:13) | 8× · 3×            | Arena do Futuro, Rio de Janeiro Widzów: 4926 Sędzia: Alireza Mousaviyan Majid Kolahdouzan |

| 11 sierpnia 201611:30 | Polska          | 33:25(16:10) | Egipt         | Arena do Futuro, Rio de Janeiro Widzów: 4994 Sędzia: Duatre Santos Ricardo Fonseca |
| 11 sierpnia 201611:30 | Michał Daszek 6 | 33:25(16:10) | 6 Eslam Eissa | Arena do Futuro, Rio de Janeiro Widzów: 4994 Sędzia: Duatre Santos Ricardo Fonseca |
| 11 sierpnia 201611:30 | 7× · 4×         | 33:25(16:10) | 6× · 3×       | Arena do Futuro, Rio de Janeiro Widzów: 4994 Sędzia: Duatre Santos Ricardo Fonseca |

| 13 sierpnia 201616:40 | Egipt           | 27:27(15:13) | Brazylia                                                                     | Arena do Futuro, Rio de Janeiro Widzów: 9313 Sędzia: David Sok Bojan Lah |
| 13 sierpnia 201616:40 | Ahmed Elahmar 9 | 27:27(15:13) | 4 Henrique Teixeira · 4 Alexandro Pozzer · 4 Andre Soares · 4 Haniel Langaro | Arena do Futuro, Rio de Janeiro Widzów: 9313 Sędzia: David Sok Bojan Lah |
| 13 sierpnia 201616:40 | 7× · 3×         | 27:27(15:13) | 2× · 4×                                                                      | Arena do Futuro, Rio de Janeiro Widzów: 9313 Sędzia: David Sok Bojan Lah |

| 15 sierpnia 201611:30 | Niemcy           | 31:25(13:10) | Egipt            | Arena do Futuro, Rio de Janeiro Widzów: 8286 Sędzia: Mads Hansen Martin Gjeding |
| 15 sierpnia 201611:30 | Uwe Gensheimer 7 | 31:25(13:10) | 7 Mohammad Sanad | Arena do Futuro, Rio de Janeiro Widzów: 8286 Sędzia: Mads Hansen Martin Gjeding |
| 15 sierpnia 201611:30 | 9× · 2×          | 31:25(13:10) | 3× · 1×          | Arena do Futuro, Rio de Janeiro Widzów: 8286 Sędzia: Mads Hansen Martin Gjeding |

### Pływanie
Mężczyźni
| Zawodnik         | Konkurencja     | Eliminacje | Eliminacje | Półfinał | Półfinał | Finał     | Finał   | Źródło |
| Zawodnik         | Konkurencja     | Czas       | Miejsce    | Czas     | Miejsce  | Czas      | Miejsce | Źródło |
| ---------------- | --------------- | ---------- | ---------- | -------- | -------- | --------- | ------- | ------ |
| Ali Khalafalla   | 50 m dowolnym   | 22,25      | 23.        | NQ       | NQ       | NQ        | NQ      | [ 30 ] |
| Marwan Elkamash  | 200 m dowolnym  | 1:47,52    | 24.        | NQ       | NQ       | NQ        | NQ      | [ 31 ] |
| Marwan Elkamash  | 400 m dowolnym  | 3:47,43    | 16.        | N/A      | N/A      | NQ        | NQ      | [ 32 ] |
| Ahmed Akram      | 400 m dowolnym  | 3:49,46    | 27.        | N/A      | N/A      | NQ        | NQ      | [ 32 ] |
| Ahmed Akram      | 1500 m dowolnym | 14:58,37   | 11.        | N/A      | N/A      | NQ        | NQ      | [ 33 ] |
| Mohamed Hussein  | 200 m zmiennym  | 2:02,36    | 25.        | NQ       | NQ       | NQ        | NQ      | [ 34 ] |
| Marwan El-Amrawy | 10 km           | N/A        | N/A        | N/A      | N/A      | 1:59:17,2 | 23.     | [ 35 ] |

Kobiety
| Zawodniczka  | Konkurencja     | Eliminacje | Eliminacje | Półfinał | Półfinał | Finał     | Finał   | Źródło |
| Zawodniczka  | Konkurencja     | Czas       | Miejsce    | Czas     | Miejsce  | Czas      | Miejsce | Źródło |
| ------------ | --------------- | ---------- | ---------- | -------- | -------- | --------- | ------- | ------ |
| Farida Osman | 50m dowolnym    | 24,91      | 18.        | NQ       | NQ       | NQ        | NQ      | [ 36 ] |
| Farida Osman | 100m motylkowym | 57,83      | 11.        | 58,26    | 11.      | NQ        | NQ      | [ 37 ] |
| Reem Kaseem  | 10 km           | N/A        | N/A        | N/A      | N/A      | 2:05:19,1 | 25.     | [ 38 ] |

### Pływanie synchroniczne
| Zawodnik | Konkurencja | Eliminacje                    | Eliminacje                    | Eliminacje                 | Eliminacje                 | Eliminacje         | Eliminacje         | Finał         | Finał         | Finał    | Finał   | Źródło |
| Zawodnik | Konkurencja | Eliminacje – runda techniczna | Eliminacje – runda techniczna | Eliminacje – runda dowolna | Eliminacje – runda dowolna | Eliminacje – Razem | Eliminacje – Razem | Runda dowolna | Runda dowolna | Razem    | Razem   | Źródło |
| Zawodnik | Konkurencja | Punkty                        | Miejsce                       | Punkty                     | Miejsce                    | Punkty             | Miejsce            | Punkty        | Miejsce       | Punkty   | Miejsce | Źródło |
| Samia Ahmed [[]] | Duety       | 76,5306                       | 23.                           | 77,6000                    | 23.                        | 154,1306           | 23.                | NQ            | NQ            | NQ       | NQ      | [ 39 ] |
| Nariman Aly Leila Abdelmoez Samia Ahmed Nour Elayoubi Jomana Elmaghrabi Dara Hassanien Salma Negmeldin Nada Saafan Nehal Saafan | Drużyny     | 76,9838                       | 7.                            | N/A                        | N/A                        | N/A                | N/A                | 78,5667       | 7.            | 155,5505 | 7.      | [ 40 ] |

### Podnoszenie ciężarów
Mężczyźni
| Zawodnik        | Konkurencja  | Rwanie | Rwanie  | Podrzut | Podrzut | Razem  | Pozycja | Źródło |
| Zawodnik        | Konkurencja  | Wynik  | Pozycja | Wynik   | Pozycja | Razem  | Pozycja | Źródło |
| --------------- | ------------ | ------ | ------- | ------- | ------- | ------ | ------- | ------ |
| Ahmed Saad      | -62 kg       | 133 kg | 5.      | 161 kg  | 7.      | 294 kg | 5.      | [ 41 ] |
| Mohamed Ihab    | -77 kg       | 65 kg  | 4.      | 196 kg  | 3.      | 361 kg | brąz    | [ 41 ] |
| Ibrahim Ramadan | -77 kg       | 152 kg | 9.      | 186 kg  | 9.      | 338 kg | 9.      | [ 41 ] |
| Ragab Abdelhay  | -94 kg       | 174 kg | 5.      | 213 kg  | 5.      | 387 kg | 5.      | [ 41 ] |
| Gaber Mohamed   | -105 kg      | 173 kg | 12.     | 204 kg  | 13.     | 377 kg | 12.     | [ 41 ] |
| Ahmed Mohamed   | ponad 105 kg | 190 kg | 10.     | DNF     | DNF     | DNF    | DNF     | [ 41 ] |

Kobiety
| Zawodniczka    | Konkurencja | Rwanie | Rwanie  | Podrzut | Podrzut | Razem  | Pozycja | Źródło |
| Zawodniczka    | Konkurencja | Wynik  | Pozycja | Wynik   | Pozycja | Razem  | Pozycja | Źródło |
| -------------- | ----------- | ------ | ------- | ------- | ------- | ------ | ------- | ------ |
| Esraa El-Sayed | -63 kg      | 100 kg | 5.      | 116 kg  | 8.      | 216 kg | 7.      | [ 41 ] |
| Sara Ahmed     | -69 kg      | 112 kg | 3.      | 143 kg  | 3.      | 255 kg | brąz    | [ 41 ] |
| Shaimaa Khalaf | +75 kg      | 117 kg | 7.      | 161 kg  | 3.      | 278 kg | 4.      | [ 41 ] |

### Siatkówka
- Reprezentacja mężczyzn

| - Abou Abd Elahim - Ahmad Abd al-Hajj - Mamdouh Abdelrehim - Ashraf Abouelhassan - Mohamed Thakil - Mohamed Masoud |  | - Ahmed Afifi - Hossam Abdalla - Mohamed Badawy - Omar Hassan - Ahmed El-Kotb - Ahmed Mohamed |

| Drużyna | Konkurencja | Faza grupowa     | Faza grupowa     | Faza grupowa     | Faza grupowa     | Faza grupowa     | Faza grupowa | Ćwierćfinały     | Półfinały        | Finał            | Pozycja | Źródło |
| Drużyna | Konkurencja | Przeciwnik Wynik | Przeciwnik Wynik | Przeciwnik Wynik | Przeciwnik Wynik | Przeciwnik Wynik | Pozycja      | Przeciwnik Wynik | Przeciwnik Wynik | Przeciwnik Wynik | Pozycja | Źródło |
| ------- | ----------- | ---------------- | ---------------- | ---------------- | ---------------- | ---------------- | ------------ | ---------------- | ---------------- | ---------------- | ------- | ------ |
| Egipt   | mężczyźni   | Polska 0:3       | Kuba 3:0         | Rosja 0:3        | Iran 0:3         | Argentyna 0:3    | 5.           | NQ               | NQ               | NQ               | NQ      | [ 42 ] |

#### Siatkówka plażowa
| Zawodnik                    | Konkurencja | Faza grupowa                          | Faza grupowa                          | Faza grupowa                    | Pozycja | 1/8              | Ćwierćfinały     | Półfinały        | Finał/3.miejsce  | Finał/3.miejsce | Źródło |
| Zawodnik                    | Konkurencja | Przeciwnik Wynik                      | Przeciwnik Wynik                      | Przeciwnik Wynik                | Pozycja | Przeciwnik Wynik | Przeciwnik Wynik | Przeciwnik Wynik | Przeciwnik Wynik | Pozycja         | Źródło |
| --------------------------- | ----------- | ------------------------------------- | ------------------------------------- | ------------------------------- | ------- | ---------------- | ---------------- | ---------------- | ---------------- | --------------- | ------ |
| Doaa Elghobashy Nada Meawad | kobiety     | Ludwig Walkenhorst 0:2 (12-21, 15-21) | Giombini Menegatti 0:2 (10-21, 13-21) | Broder Vajas 0:2 (12-21, 16-21) | 4.      | NQ               | NQ               | NQ               | NQ               | NQ              | [ 43 ] |

### Skoki do wody
| Zawodnik       | Konkurencja                      | Preeliminacje | Preeliminacje | Półfinał | Półfinał | Finał  | Finał   | Źródło |
| Zawodnik       | Konkurencja                      | Punkty        | Miejsce       | Punkty   | Miejsce  | Punkty | Miejsce | Źródło |
| -------------- | -------------------------------- | ------------- | ------------- | -------- | -------- | ------ | ------- | ------ |
| Youssef Ezzat  | trampolina 3 m indywidualnie (m) | 360,95        | 25.           | NQ       | NQ       | NQ     | NQ      | [ 44 ] |
| Mohab El-Kordy | wieża 10 m indywidualnie (m)     | 305,50        | 28.           | NQ       | NQ       | NQ     | NQ      | [ 44 ] |
| Maha Amer      | trampolina 3 m indywidualnie (k) | 238,55        | 28.           | NQ       | NQ       | NQ     | NQ      | [ 45 ] |
| Maha Gouda     | wieża 10 m indywidualnie (k)     | 276,15        | 24.           | NQ       | NQ       | NQ     | NQ      | [ 45 ] |

### Strzelectwo
Mężczyźni
| Zawodnik           | Konkurencja                        | Kwalifikacje | Kwalifikacje | Półfinał | Półfinał | Finał | Finał   | Źródło |
| Zawodnik           | Konkurencja                        | Wynik        | Pozycja      | Wynik    | Pozycja  | Wynik | Pozycja | Źródło |
| ------------------ | ---------------------------------- | ------------ | ------------ | -------- | -------- | ----- | ------- | ------ |
| Ahmed Mohamed      | pistolet pneumatyczny 10 m         | 564          | 45.          | N/A      | N/A      | NQ    | NQ      | [ 46 ] |
| Samy Abdel Razek   | pistolet pneumatyczny 10 m         | 574          | 30.          | N/A      | N/A      | NQ    | NQ      | [ 46 ] |
| Samy Abdel Razek   | pistolet dowolny 50 m              | 534          | 37.          | N/A      | N/A      | NQ    | NQ      | [ 46 ] |
| Ahmed Shaban       | pistolet szybkostrzelny 25 m       | 562          | 23.          | N/A      | N/A      | NQ    | NQ      | [ 46 ] |
| Hamada Talat       | karabin pneumatyczny 10 m          | 618,2        | 39.          | N/A      | N/A      | NQ    | NQ      | [ 46 ] |
| Hamada Talat       | karabin małokalibrowy trzy pozycje | 1151         | 41.          | N/A      | N/A      | NQ    | NQ      | [ 46 ] |
| Ahmed Darwish      | karabin małokalibrowy leżąc        | 615,0        | 44.          | N/A      | N/A      | NQ    | NQ      | [ 46 ] |
| Ahmed Kamar        | trap                               | 119          | 4.           | 12(+2)   | 5.       | NQ    | NQ      | [ 46 ] |
| Abdel-Aziz Mehelba | trap                               | 112          | 24.          | NQ       | NQ       | NQ    | NQ      | [ 46 ] |
| Azmy Mehelba       | skeet                              | 120          | 11.          | NQ       | NQ       | NQ    | NQ      | [ 46 ] |
| Franco Donato      | skeet                              | 115          | 28.          | NQ       | NQ       | NQ    | NQ      | [ 46 ] |

Kobiety
| Zawodnik       | Konkurencja                | Kwalifikacje | Kwalifikacje | Półfinał | Półfinał | Finał | Finał   | Źródło |
| Zawodnik       | Konkurencja                | Wynik        | Pozycja      | Wynik    | Pozycja  | Wynik | Pozycja | Źródło |
| -------------- | -------------------------- | ------------ | ------------ | -------- | -------- | ----- | ------- | ------ |
| Shimaa Hashad  | karabin pneumatyczny 10 m  | 413,2        | 27.          | N/A      | N/A      | NQ    | NQ      | [ 47 ] |
| Hadir Mekhimar | karabin pneumatyczny 10 m  | 401,3        | 49.          | N/A      | N/A      | NQ    | NQ      | [ 47 ] |
| Afaf El-Hodhod | pistolet pneumatyczny 10 m | 386          | 5.           | N/A      | N/A      | 137,1 | 5.      | [ 47 ] |
| Afaf El-Hodhod | pistolet sportowy 25 m     | 573          | 25.          | NQ       | NQ       | NQ    | NQ      | [ 47 ] |

### Szermierka
Mężczyźni
| Zawodnik                                         | Konkurencja          | 1/32             | 1/16               | 1/8              | Ćwierćfinały                | Półfinały                 | Finał/3.miejsce    | Finał/3.miejsce | Źródło |
| Zawodnik                                         | Konkurencja          | Przeciwnik Wynik | Przeciwnik Wynik   | Przeciwnik Wynik | Przeciwnik Wynik            | Przeciwnik Wynik          | Przeciwnik Wynik   | Pozycja         | Źródło |
| ------------------------------------------------ | -------------------- | ---------------- | ------------------ | ---------------- | --------------------------- | ------------------------- | ------------------ | --------------- | ------ |
| Mohamed Amar                                     | szabla indywidualnie | BYE              | Gu P 9-15          | NQ               | NQ                          | NQ                        | NQ                 | NQ              | [ 48 ] |
| Ala ad-Din Abu al-Kasim                          | floret indywidualnie | BYE              | Choupenitch W 15-8 | Garozzo P 13-15  | NQ                          | NQ                        | NQ                 | NQ              | [ 49 ] |
| Tarek Ayad                                       | floret indywidualnie | BYE              | Garozzo P 8-15     | NQ               | NQ                          | NQ                        | NQ                 | NQ              | [ 49 ] |
| Mohamed Essam                                    | floret indywidualnie | Marques W 15-8   | Massialas P 7-15   | NQ               | NQ                          | NQ                        | NQ                 | NQ              | [ 49 ] |
| Ala ad-Din Abu al-Kasim Tarek Ayad Mohamed Essam | floret drużynowo     | N/A              | N/A                | N/A              | Stany Zjednoczone · P 37-45 | Wielka Brytania · P 43-45 | Brazylia · W 45-39 | 7.              | [ 52 ] |
| Ayman Fayez                                      | szpada indywidualnie | BYE              | Limardo W 15-5     | Grumier P 9-15   | NQ                          | NQ                        | NQ                 | NQ              | [ 53 ] |

Kobiety
| Zawodnik      | Konkurencja          | 1/32             | 1/16             | 1/8              | Ćwierćfinały     | Półfinały        | Finał/3.miejsce  | Finał/3.miejsce | Źródło |
| Zawodnik      | Konkurencja          | Przeciwnik Wynik | Przeciwnik Wynik | Przeciwnik Wynik | Przeciwnik Wynik | Przeciwnik Wynik | Przeciwnik Wynik | Pozycja         | Źródło |
| ------------- | -------------------- | ---------------- | ---------------- | ---------------- | ---------------- | ---------------- | ---------------- | --------------- | ------ |
| Noura Mohamed | floret indywidualnie | BYE              | Boubakri P 4-15  | NQ               | NQ               | NQ               | NQ               | NQ              | [ 54 ] |
| Nada Hafez    | szabla indywidualnie | Benítez P 11-15  | NQ               | NQ               | NQ               | NQ               | NQ               | NQ              | [ 55 ] |

### Taekwondo
| Zawodnik           | Konkurencja     | 1/8              | Ćwierćfinał      | Półfinał         | Repesaż          | Finał/3.miejsce  | Finał/3.miejsce | Źródło |
| Zawodnik           | Konkurencja     | Przeciwnik Wynik | Przeciwnik Wynik | Przeciwnik Wynik | Przeciwnik Wynik | Przeciwnik Wynik | Pozycja         | Źródło |
| ------------------ | --------------- | ---------------- | ---------------- | ---------------- | ---------------- | ---------------- | --------------- | ------ |
| Ghofran Zaki       | -68 kg mężczyzn | Abughaush P 1-9  | NQ               | NQ               | Lee P 6-14       | NQ               | 7.              | [ 56 ] |
| Hidaja Malak Wahba | -57 kg (kobiet) | Patiño W 13-0    | Hamada W 3-0     | Calvo P 0-1      | N/A              | Asemani W 1-0    | brąz            | [ 3 ]  |
| Seham El-Sawalhy   | -67 kg (kobiet) | Gbagbi P 3-4     | NQ               | NQ               | NQ               | NQ               | NQ              | [ 57 ] |

### Tenis stołowy
| Zawodnik                                           | Konkurencja           | Eliminacje       | Runda 1          | Runda 2          | Runda 3          | 1/8 finału       | Ćwierćfinały     | Półfinały        | Finał            | Finał   | Źródło |
| Zawodnik                                           | Konkurencja           | Przeciwnik Wynik | Przeciwnik Wynik | Przeciwnik Wynik | Przeciwnik Wynik | Przeciwnik Wynik | Przeciwnik Wynik | Przeciwnik Wynik | Przeciwnik Wynik | Pozycja | Źródło |
| -------------------------------------------------- | --------------------- | ---------------- | ---------------- | ---------------- | ---------------- | ---------------- | ---------------- | ---------------- | ---------------- | ------- | ------ |
| Khalid Assar                                       | gra pojedyncza (m)    | Wang P 3-4       | NQ               | NQ               | NQ               | NQ               | NQ               | NQ               | NQ               | NQ      | [ 58 ] |
| Omar Assar                                         | gra pojedyncza (m)    | BYE              | Afanador W 4-2   | Kou P 3-4        | NQ               | NQ               | NQ               | NQ               | NQ               | NQ      | [ 58 ] |
| Nadeen El-Dawlatly                                 | gra pojedyncza (k)    | BYE              | Lovas P 0-4      | NQ               | NQ               | NQ               | NQ               | NQ               | NQ               | NQ      | [ 59 ] |
| Dina Meshref                                       | gra pojedyncza (k)    | Saidani W 4-0    | Komwong P 1-4    | NQ               | NQ               | NQ               | NQ               | NQ               | NQ               | NQ      | [ 59 ] |
| Nadeen El-Dawlatly Dina Meshref Yousra Abdel Razek | turniej drużynowy (k) | N/A              | N/A              | N/A              | N/A              | Singapur · P 0-3 | NQ               | NQ               | NQ               | NQ      | [ 59 ] |

### Wioślarstwo
| Zawodnik             | Konkurencja      | Eliminacje | Eliminacje | Repesaż | Repesaż | Ćwierćfinały | Ćwierćfinały | Półfinały            | Półfinały | Finał           | Finał | Miejsce | Źródło |
| Zawodnik             | Konkurencja      | Czas       | M.         | Czas    | M.      | Czas         | M.           | Czas                 | M.        | Czas            | M.    | Miejsce | Źródło |
| -------------------- | ---------------- | ---------- | ---------- | ------- | ------- | ------------ | ------------ | -------------------- | --------- | --------------- | ----- | ------- | ------ |
| Abdelkhalek El-Banna | jedynka mężczyzn | 7:34,05    | 3.         | N/A     | N/A     | 6:50,82      | 3.           | 7:13,55 Półfinał A/B | 5.        | 6:54,94 Finał B | 4.    | 10.     | [ 60 ] |
| Nadia Negm           | jedynka kobiet   | 9:14,55    | 3.         | N/A     | N/A     | 8:25,75      | 6.           | 8:39,50 Półfinał C/D | 6.        | 8:09,47 Finał D | 6.    | 24.     | [ 61 ] |

### Zapasy
Mężczyźni – styl klasyczny
| Zawodnik                    | Konkurencja | Kwalifikacje     | 1/8                   | Ćwierćfinał      | Półfinał         | Repesaż 1        | Finał/ 3.miejsce | Finał/ 3.miejsce | Źródło |
| Zawodnik                    | Konkurencja | Przeciwnik Wynik | Przeciwnik Wynik      | Przeciwnik Wynik | Przeciwnik Wynik | Przeciwnik Wynik | Przeciwnik Wynik | Pozycja          | Źródło |
| --------------------------- | ----------- | ---------------- | --------------------- | ---------------- | ---------------- | ---------------- | ---------------- | ---------------- | ------ |
| Hajsam Mahmud               | -59 kg      | BYE              | Yun P 3-8             | NQ               | NQ               | NQ               | NQ               | 12.              | [ 62 ] |
| Adham Ahmed Saleh           | -66 kg      | BYE              | Harutiunian P 0-4     | NQ               | NQ               | Ryu P 0-3        | NQ               | 18.              | [ 63 ] |
| Mahmud Fauzi Raszad         | -75 kg      | Mürsəliyev P 1-2 | NQ                    | NQ               | NQ               | NQ               | NQ               | 15.              | [ 64 ] |
| Ahmad Usman                 | -85 kg      | BYE              | Bełeniuk P 0-9        | NQ               | NQ               | Bajrjakow P 1-2  | NQ               | 14.              | [ 65 ] |
| Hamdi Abd al-Wahhab         | -98 kg      | BYE              | Alexuc-Ciurariu P 2-3 | NQ               | NQ               | NQ               | NQ               | 10.              | [ 66 ] |
| Abd al-Latif Muhammad Ahmad | -130 kg     | Czernecki P 0-4  | NQ                    | NQ               | NQ               | NQ               | NQ               | 17.              | [ 67 ] |

Mężczyźni – styl wolny
| Zawodnik                 | Konkurencja | Kwalifikacje      | 1/8              | Ćwierćfinał      | Półfinał         | Repesaż 1        | Repesaż 1        | Finał/3. miejsce | Finał/3. miejsce | Źródło |
| Zawodnik                 | Konkurencja | Przeciwnik Wynik  | Przeciwnik Wynik | Przeciwnik Wynik | Przeciwnik Wynik | Przeciwnik Wynik | Przeciwnik Wynik | Przeciwnik Wynik | Pozycja          | Źródło |
| ------------------------ | ----------- | ----------------- | ---------------- | ---------------- | ---------------- | ---------------- | ---------------- | ---------------- | ---------------- | ------ |
| Muhammad Ali Zaghlul     | -86 kg      | BYE               | Ceballos P 0-3   | NQ               | NQ               | NQ               | NQ               | NQ               | 17.              | [ 68 ] |
| Dija ad-Din Kamal Dżauda | -125 kg     | asz-Szabbi W 11-0 | Ghasemi P 0-7    | NQ               | NQ               | Jarvis P 0-7     | NQ               | NQ               | 9.               | [ 69 ] |

Kobiety – styl wolny
| Zawodniczka              | Konkurencja | Kwalifikacje     | 1/8              | Ćwierćfinał      | Półfinał         | Repesaż 1        | Repesaż 2        | Finał/3.miejsce  | Finał/3.miejsce | Źródło |
| Zawodniczka              | Konkurencja | Przeciwnik Wynik | Przeciwnik Wynik | Przeciwnik Wynik | Przeciwnik Wynik | Przeciwnik Wynik | Przeciwnik Wynik | Przeciwnik Wynik | Pozycja         | Źródło |
| ------------------------ | ----------- | ---------------- | ---------------- | ---------------- | ---------------- | ---------------- | ---------------- | ---------------- | --------------- | ------ |
| Inas Mustafa Jusuf       | -69 kg      | BYE              | Acosta W 3-1     | Oliveira W 5-0   | Worobjowa P 0-5  | N/A              | N/A              | Syzdykowa P 1-3  | 5.              | [ 70 ] |
| Samar Amir Ibrahim Hamza | -75 kg      | Bukina L 1-3     | NQ               | NQ               | NQ               | NQ               | NQ               | NQ               | 12.             | [ 71 ] |

### Żeglarstwo
| Zawodnik    | Konkurencja | Wyścig | Wyścig | Wyścig | Wyścig | Wyścig | Wyścig | Wyścig | Wyścig | Wyścig | Wyścig | Wyścig | Wyścig | Wyścig | Punkty | Finałowa pozycja | Źródło |
| Zawodnik    | Konkurencja | 1      | 2      | 3      | 4      | 5      | 6      | 7      | 8      | 9      | 10     | 11     | 12     | M*     | Punkty | Finałowa pozycja | Źródło |
| ----------- | ----------- | ------ | ------ | ------ | ------ | ------ | ------ | ------ | ------ | ------ | ------ | ------ | ------ | ------ | ------ | ---------------- | ------ |
| Ahmed Ragab | Laser       | 36     | 22     | 44     | 41     | 41     | 41     | 42     | 40     | 45     | 42     | N/A    | N/A    | NQ     | 349    | 43.              | [ 72 ] |